# ECHL All-Star Team
Das ECHL All-Star Team sind zwei Zusammenstellungen der besten Spieler auf ihrer jeweiligen Position der nordamerikanischen Eishockeyliga ECHL (bis 2003 East Coast Hockey League), die seit der Saison 1988/89 jährlich zum Ende der regulären Saison benannt werden. Dabei wird zwischen dem First All-Star Team und dem Second All-Star Team unterschieden.
Beide Teams bestehen in der Regel jeweils aus einem Torwart, zwei Verteidigern und drei Stürmern. Die Sturmreihe ist in jeweils einen Mittelstürmer sowie einen linken und rechten Flügelstürmer unterteilt.
Die meisten Nominierungen für beide All-Star-Teams erhielt der US-amerikanische Verteidiger Chris Valicevic, der sich zwischen 1996 und 2000 insgesamt fünfmal in Folge im First All-Star Team wiederfand.

## First All-Star Team
| Saison  | Torhüter                | Verteidiger              | Verteidiger                   | Linker Flügel      | Center               | Rechter Flügel              |
| ------- | ----------------------- | ------------------------ | ----------------------------- | ------------------ | -------------------- | --------------------------- |
| 2024/25 | Cam Johnson             | Derek Daschke            | Kyle Mayhew                   | Michal Stínil      | Peter Bates          | Brandon Hawkins             |
| 2023/24 | Taylor Gauthier         | Patrick Kudla            | Jalen Smereck                 | Alex Kile          | Patrick Curry        | Brandon Hawkins             |
| 2022/23 | John Lethemon           | Owen Headrick            | Matt Register                 | Hank Crone         | Zach O’Brien         | Brandon Hawkins             |
| 2021/22 | François Brassard       | Charles-Édouard D’Astous | Ben Finkelstein               | Will Graber        | T. J. Hensick        | Patrick Watling             |
| 2020/21 | Jake Hildebrand         | Samuel Jardine           | Les Lancaster                 | Anthony Beauregard | Aaron Luchuk         | John McCarron               |
| 2019/20 | Tomas Sholl             | Alex Breton              | Logan Roe                     | Josh Kestner       | Tyler Sheehy         | David Vallorini             |
| 2018/19 | Michael Houser          | Eric Knodel              | Matt Petgrave                 | Caleb Herbert      | Adam Pleskach        | Jesse Schultz               |
| 2017/18 | Parker Milner           | Matt Register            | David Makowski                | Michael Joly       | Jordan Smotherman    | Shawn Szydlowski            |
| 2016/17 | Riley Gill              | Matt Register            | David Makowski                | Matt Garbowsky     | Casey Pierro-Zabotel | Chad Costello               |
| 2015/16 | Josh Robinson           | Adrian Veideman          | Mathew Maione                 | Shane Berschbach   | Trent Daavettila     | Chad Costello               |
| 2014/15 | Jeff Jakaitis           | Matt Register            | Mike Little                   | Wade MacLeod       | Shawn Szydlowski     | Chad Costello               |
| 2013/14 | Jeff Jakaitis           | Matt Register            | Sam Ftorek                    | Brandon Marino     | Mickey Lang          | Peter Sivák                 |
| 2012/13 | Ryan Zapolski           | Matthew Case             | Sacha Guimond                 | Mathieu Roy        | Casey Pierro-Zabotel | Michael Forney              |
| 2011/12 | Jeff Jakaitis           | Bryan Miller             | Aaron Schneekloth             | Dustin Gazley      | Eric Lampe           | Chad Costello               |
| 2010/11 | Gerald Coleman          | Wes Cunningham           | Eric Regan                    | Mark Derlago       | Kory Karlander       | Wes Goldie                  |
| 2009/10 | Todd Ford               | Jean-Claude Sawyer       | Eric Regan                    | Mark Derlago       | Ryan Kinasewich      | Tyler Donati                |
| 2008/09 | Jean-Philippe Lamoureux | Ryan Gunderson           | Dylan Yeo                     | Kevin Baker        | Bryan Ewing          | Travis Morin                |
| 2007/08 | Anton Chudobin          | Darrell Hay              | Peter Metcalf                 | Josh Soares        | David Desharnais     | Jeff Campbell               |
| 2006/07 | Adam Berkhoel           | Jon Awe                  | Peter Metcalf                 | Kevin Baker        | Brad Schell          | Marty Flichel               |
| 2005/06 | Matt Underhill          | Troy Milam               | Ryan Gaucher                  | Luke Curtin        | Alex Leavitt         | Jeff Campbell               |
| 2004/05 | Chris Madden            | Guy Dupuis               | Ray DiLauro                   | Scott Gomez        | Carl Mallette        | Chris Minard                |
| 2003/04 | Scott Stirling          | Ben Storey               | Corey Neilson                 | Luke Curtin        | Tim Smith            | Steffon Walby               |
| 2002/03 | Alfie Michaud           | Jim Baxter               | Ryan Gaucher                  | Bud Smith          | Jason Jaffray        | Steffon Walby               |
| 2001/02 | Frédéric Cloutier       | Duncan Dalmao            | Bill McCauley                 | Louis Dumont       | Brandon Dietrich     | Rick Kowalsky Steffon Walby |
| 2000/01 | Scott Stirling          | Trevor Demmans           | Tom Nemeth                    | Dany Bousquet      | James Patterson      | Andrew Williamson           |
| 1999/00 | Ján Lašák               | Chris Valicevic          | Tom Nemeth                    | Andy MacIntyre     | John Spoltore        | Andrew Williamson           |
| 1998/99 | Maxime Gingras          | Chris Valicevic          | Artūrs Kupaks                 | Denny Felsner      | John Spoltore        | Allan Sirois                |
| 1997/98 | Nick Vitucci            | Chris Valicevic          | Chris Hynnes                  | Jean-Guy Trudel    | Jamey Hicks          | Jeff Lazaro                 |
| 1996/97 | Marc Delorme            | Chris Valicevic          | Chris Phelps                  | Jeff Jablonski     | Mike Ross            | Ed Courtenay                |
| 1995/96 | Alain Morissette        | Chris Valicevic          | Steve Lingren                 | Hugo Bélanger      | Jim Brown            | Colin Ward                  |
| 1994/95 | Chris Gordon            | Rick Corriveau           | Brandon Smith                 | Darren Schwartz    | John Parco           | Wadym Slywtschenko          |
| 1993/94 | Cory Cadden             | Joe Cook                 | Tom Nemeth                    | Darren Schwartz    | Joe Flanagan         | Phil Berger                 |
| 1992/93 | Francis Ouellette       | Steve Poapst             | Derek Booth                   | Darren Schwartz    | Trevor Jobe          | Sheldon Gorski              |
| 1991/92 | Nick Vitucci            | Scott White              | Ryan Kummu                    | Mark Green         | Mike Maurice         | Darren Colbourne            |
| 1990/91 | Dean Anderson           | Jeff Lindsay             | Brett MacDonald               | Brian Martin       | Daniel Gauthier      | Stan Drulia                 |
| 1989/90 | Alain Raymond           | André Brassard           | Dave Doucette Bill Whitfield  | Trent Kaese        | Len Soccio           | Bill McDougall              |
| 1988/89 | Scott Gordon            | Frank Lattuca            | Kelly Szautner Bill Whitfield | Rob Hrytsak        | Daryl Harpe          | Doug Stromback              |

## Second All-Star Team
| Saison  | Torhüter          | Verteidiger        | Verteidiger     | Linker Flügel      | Center                 | Rechter Flügel            |
| ------- | ----------------- | ------------------ | --------------- | ------------------ | ---------------------- | ------------------------- |
| 2024/25 | Luke Cavallin     | Dennis Cesana      | Connor Welsh    | Cade Borchardt     | Sloan Stanick          | Ryan Wagner               |
| 2023/24 | Matt Vernon       | Kyle Mayhew        | Matt Register   | Jack Dugan         | Erik Bradford          | Austin Magera             |
| 2022/23 | Adam Scheel       | Michael Brodzinski | Max Martin      | Alex Ierullo       | Cody Sylvester         | Jack Combs                |
| 2021/22 | Keith Petruzzelli | Randy Gazzola      | Josh Maniscalco | Kris Bennett       | Chad Costello          | Zach O’Brien              |
| 2020/21 | Evan Buitenhuis   | Matt Register      | Dean Stewart    | Tyler Coulter      | Peter Quenneville      | Cole Ully                 |
| 2019/20 | Parker Milner     | Eric Knodel        | Miles Liberati  | Brady Ferguson     | Tim McGauley           | Jesse Schultz             |
| 2018/19 | Tomas Sholl       | Matt Register      | Derek Sheppard  | Joe Cox            | Chris McCarthy         | Zach O’Brien              |
| 2017/18 | Pat Nagle         | Eric Knodel        | Nolan Zajac     | Justin Danforth    | Jesse Schultz          | Matt Willows              |
| 2016/17 | Jake Paterson     | Jake Marto         | Kevin Schulze   | David Vallorani    | Brendan O’Donnell      | Shane Berschbach          |
| 2015/16 | Jeff Lerg         | Adam Comrie        | William Wrenn   | Riley Brace        | Jesse Root             | Shawn Szydlowski          |
| 2014/15 | Jeff Lerg         | Aaron Gens         | Cameron Burt    | Gary Steffes       | Brendan Connolly       | Adam Brace                |
| 2013/14 | Laurent Brossoit  | Elgin Reid         | Mike Ratchuk    | Andrew Rowe        | Trent Daavettila       | Kyle Ostrow               |
| 2012/13 | Mark Guggenberger | Nick Tuzzolino     | Adam Comrie     | Colton Yellow Horn | Kyle Kraemer           | Nick Mazzolini            |
| 2011/12 | Joe Fallon        | Johann Kroll       | Andrew Hotham   | Dan Kissel         | Justin Bowers          | Adam Miller               |
| 2010/11 | Dov Grumet-Morris | Bryan Miller       | Jason Lepine    | Francis Lemieux    | Trent Daavettila       | Ryan Ginand               |
| 2009/10 | Richard Bachman   | Mitch Ganzak       | Jimmy Sharrow   | Justin Donati      | Tyler Spurgeon         | Adam Miller               |
| 2008/09 | Gerald Coleman    | Peter Metcalf      | Matt Shasby     | Mark Derlago       | Dave Bonk              | Wes Goldie                |
| 2007/08 | Craig Kowalski    | Jamie Milam        | Chad Starling   | John McNabb        | Derek Damon            | Ash Goldie                |
| 2006/07 | Mike McKenna      | Sean Blanchard     | Matt Shasby     | Scott Mifsud       | Scott Bertoli          | Mike Pandolfo             |
| 2005/06 | Marc Magliarditi  | Steve Lingren      | Peter Metcalf   | Ryan Kinasewich    | D’Arcy McConvey        | Garett Bembridge          |
| 2004/05 | Frédéric Cloutier | Randy Dagenais     | Corey Neilson   | Tyler Beechey      | Jamie Johnson          | Joey Tenute               |
| 2003/04 | Derek Gustafson   | Jim Baxter         | Jason McBain    | Brian McCullough   | Jason Jaffray          | Mark Pederson             |
| 2002/03 | Patrick Couture   | Jonathan Zion      | Matt Pagnutti   | Shawn McNeil       | Rejean Stringer        | Rick Kowalsky             |
| 2001/02 | Dan Murphy        | Simon Tremblay     | Justin Harney   | Dave Duerden       | David Seitz            | Greg Pankewicz            |
| 2000/01 | Curtis Sanford    | Bob Woods          | Eric Long       | Jason Elders       | Brent Cullaton         | Scott King                |
| 1999/00 | Daniel Berthiaume | Duane Harmer       | Brad Dexter     | Jason Elders       | Jamie Ling             | Jay Murphy                |
| 1998/99 | Marc Magliarditi  | Bob Woods          | Brad Dexter     | Jason Elders       | Jamey Hicks            | Rob DeCiantis             |
| 1997/98 | Sean Gauthier     | Darren Maloney     | Dave Craievich  | John Spoltore      | Kory Karlander         | Rick Kowalsky Don Parsons |
| 1996/97 | David Goverde     | Bob Woods          | Chris Hynnes    | Dany Bousquet      | Jason Elders           | Dominic Maltais           |
| 1995/96 | Sean Gauthier     | Aaron Boh          | Dave Craievich  | Bob Berg           | Keli Corpse            | Glenn Stewart             |
| 1994/95 | David Gagnon      | Tim Roberts        | Scott Boston    | Rod Taylor         | Scott Burfoot          | Stéphane Charbonneau      |
| 1993/94 | Mark Michaud      | Paul Marshall      | Dave Craievich  | Rick Judson        | Danny Gravelle         | Darren Colbourne          |
| 1992/93 | Scott King        | Paul Marshall      | Alan Leggett    | Iain Duncan        | John Spoltore          | Devin Edgerton            |
| 1991/92 | Stanley Reddick   | Kris Miller        | Marc Laniel     | Mike Casselman     | Martin Bergeron        | Phil Berger               |
| 1990/91 | Wayne Cowley      | Troy Mick          | Ryan Kummu      | Tom Searle         | Murray Hood            | Sheldon Gorski            |
| 1989/90 | Craig Barnett     | Scott Drevitch     | Jeff Lindsay    | Brian Martin       | Joe Ferras Trevor Jobe | Glen Engevik              |